# NGC 3126
NGC 3126 je galaksija u zviježđu Malom lavu.

## Vanjske poveznice
- SEDS: NGC 3126